# Runaway Daughters (film 1994)
Runaway Daughters è un film per la televisione statunitense del 1994 diretto da Joe Dante.
È un remake libero di una produzione della American International Pictures Runaway Daughters, girato nel 1956, anno in cui sia l'originale che il remake sono ambientati.

## Trama
Stati Uniti, anni cinquanta. Angie Gordon, Mary Nicholson, e Laura Cahn sono tre amiche adolescenti. Una di loro, terrorizzata dalla possibilità di essere incinta dopo aver avuto un rapporto con il suo ex ragazzo, convince le altre due a rubare un'auto e ad accompagnarla a San Diego alla ricerca del ragazzo prima che questi si imbarchi come membro della US Navy. Sulla loro strada si mette un investigatore privato ingaggiato dalle famiglie.

## Produzione
Il film fu prodotto dalla Drive-In Classics e dalla Showtime Networks e diretto dal regista Joe Dante. In questo film è riunito gran parte del cast di L'ululato di Dante, tra cui Christopher Stone, Dee Wallace, Robert Picardo, Dick Miller, e Belinda Balaski. Mr. Russoff (Fabian), prende il nome da Lou Rusoff che ha scritto la sceneggiatura della versione originale del 1956. Piccoli ruoli sono interpretati da Mark McCraken, attore che aveva regolarmente lavorato con Dante, e da Samuel Z. Arkoff, il produttore della versione originale. Roger Corman e sua moglie, Julie Corman, interpretano i genitori del fidanzato di una delle ragazze. La sceneggiatura fu scritta da Charles S. Haas.
Il film faceva parte di una serie di remake, denominata Rebel Highways, di produzioni degli anni cinquanta incentrate su storie di ragazzi ribelli o criminali.

## Distribuzione
Non è mai stato distribuito in VHS ma ha fatto il suo debutto in versione DVD nel marzo del 2005.
Alcune delle uscite internazionali sono state:
- 13 ottobre 1996 nel Regno Unito (Runaway Daughters)
- in Brasile (Ligeiramente Grávida)
- in Portogallo (Raparigas em Fuga)
- in Finlandia (Tyttäret karkuteillä)
- in Germania (Wilde Töchter)